# Alexandre Thibaud de La Rochethulon
Alexandre Thibaud de La Rochethulon, né le 23 octobre 1862 à Beaumont (Vienne) et mort le 9 février 1945 à Nice, est le cofondateur avec son ami Jehan Soudan de Pierrefitte du Souvenir normand et de sa filiale l'Islam normand.

## Biographie

### Origines familiales
Alexandre Laurent Marie Stanislas Thibaud de La Rochethulon naît le 23 octobre 1862 à Beaumont dans la Vienne au château de Beaudiment près Châtellerault (Vienne), résidence de la famille depuis la Révolution. Il est le fils du marquis Emmanuel-Marie-Stanislas Thibaut de La Rochethulon, et de Marie-Edith de Grente,. Il vient d'avoir six mois lorsque sa mère décède en mai 1863 et c'est à Beaudiment qu'il est élevé après que son père a épousé en secondes noces en 1865 Anne Marie Joséphine de Pechpeyrou-Comminges de Guitaut.
En 1882, conformément à la loi en vigueur, Thibaud de la Rochethulon « se fait recenser » à ses vingt ans révolus et l'année suivante, le tirage au sort rassemble à Vouneuil-sur-Vienne, chef-lieu de canton, tous les jeunes hommes de la même classe recensés dans les communes du canton. Thibaut de la Rochethulon est reconnu bon pour le service et le no 67 qu'il tire et qui sert à déterminer l'arme d'affectation le place dans la 1re partie et 2e portion de la liste du recrutement cantonal. Il se voit attribuer également un degré d'instruction générale égal à quatre qui correspond à l'examen de fin de l'enseignement primaire supérieur.
À son incorporation le 12 novembre 1883 il est assimilé aux engagés conditionnels d'un an et dirigé vers le 12e régiment de hussards. À l'échéance il renouvelle son engagement pour passer au bout d'un an dans la disponibilité de la réserve de l'armée active le 12 novembre 1885. Par décret du 29 décembre 1885, il est nommé sous-lieutenant de réserve au 6e régiment de hussards stationné à Tours, puis lieutenant de réserve par décret du 10 juillet 1892. Il est versé ensuite à quarante ans dans l'armée territoriale le 12 novembre 1902 et est définitivement libéré de ses obligations militaires six ans plus tard le 1er octobre 1908.

### Le Souvenir normand

Armoiries de la Normandie

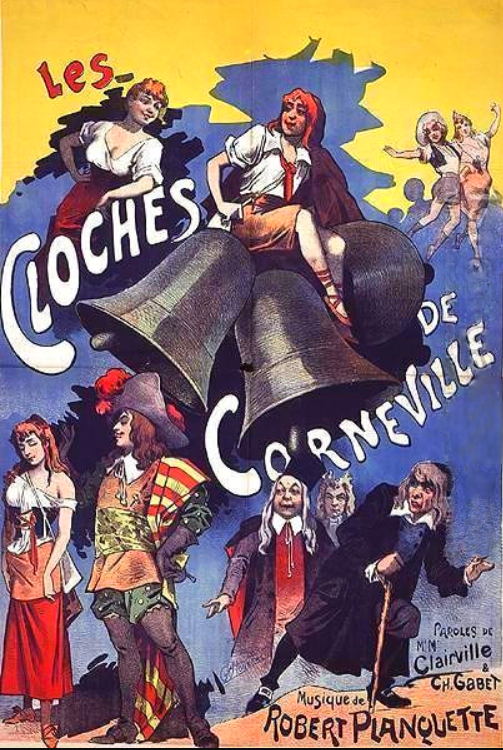
Affiche de la première représentation (1877)

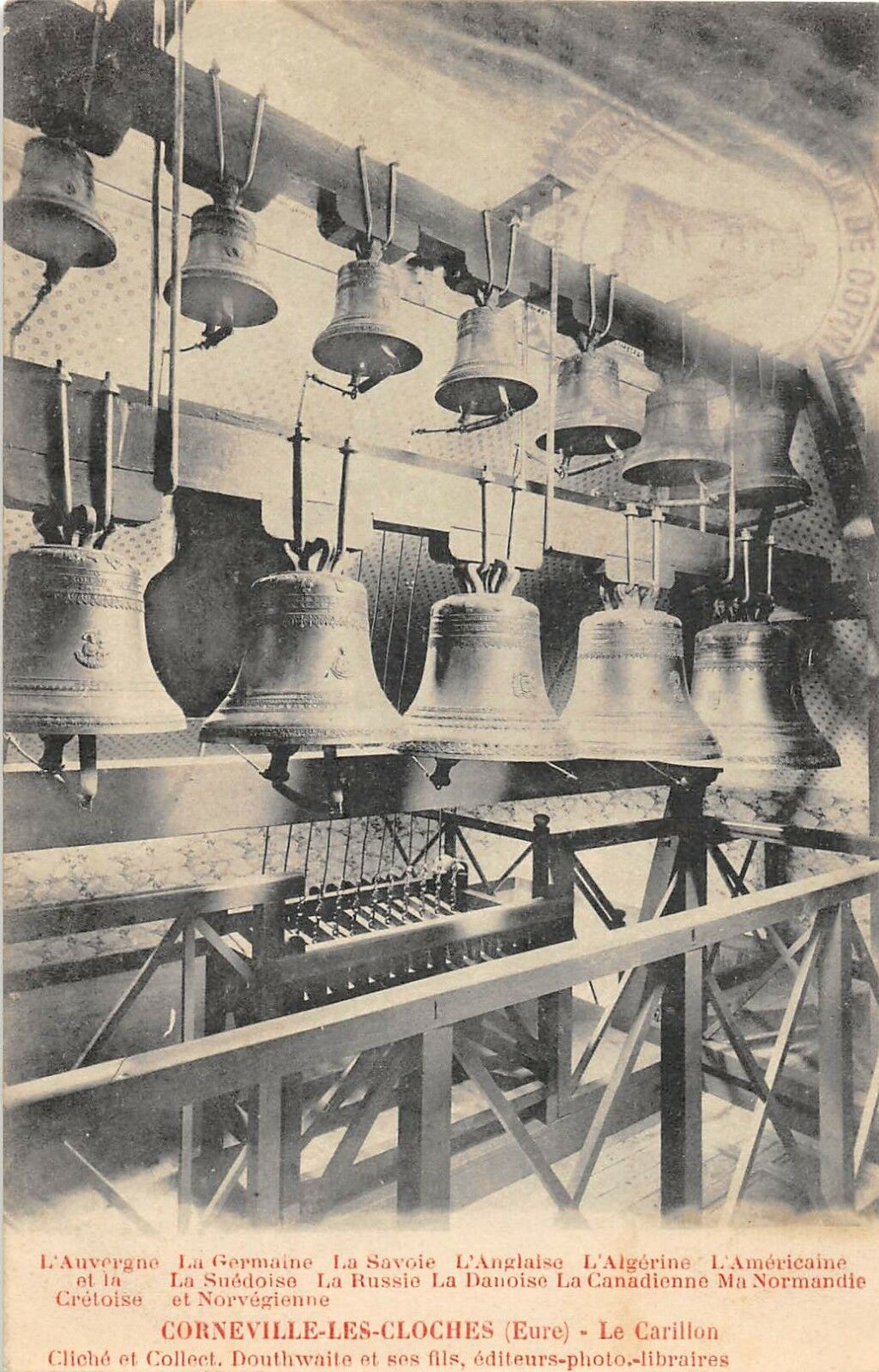
Carillon de Corneville
(noms des 12 cloches)

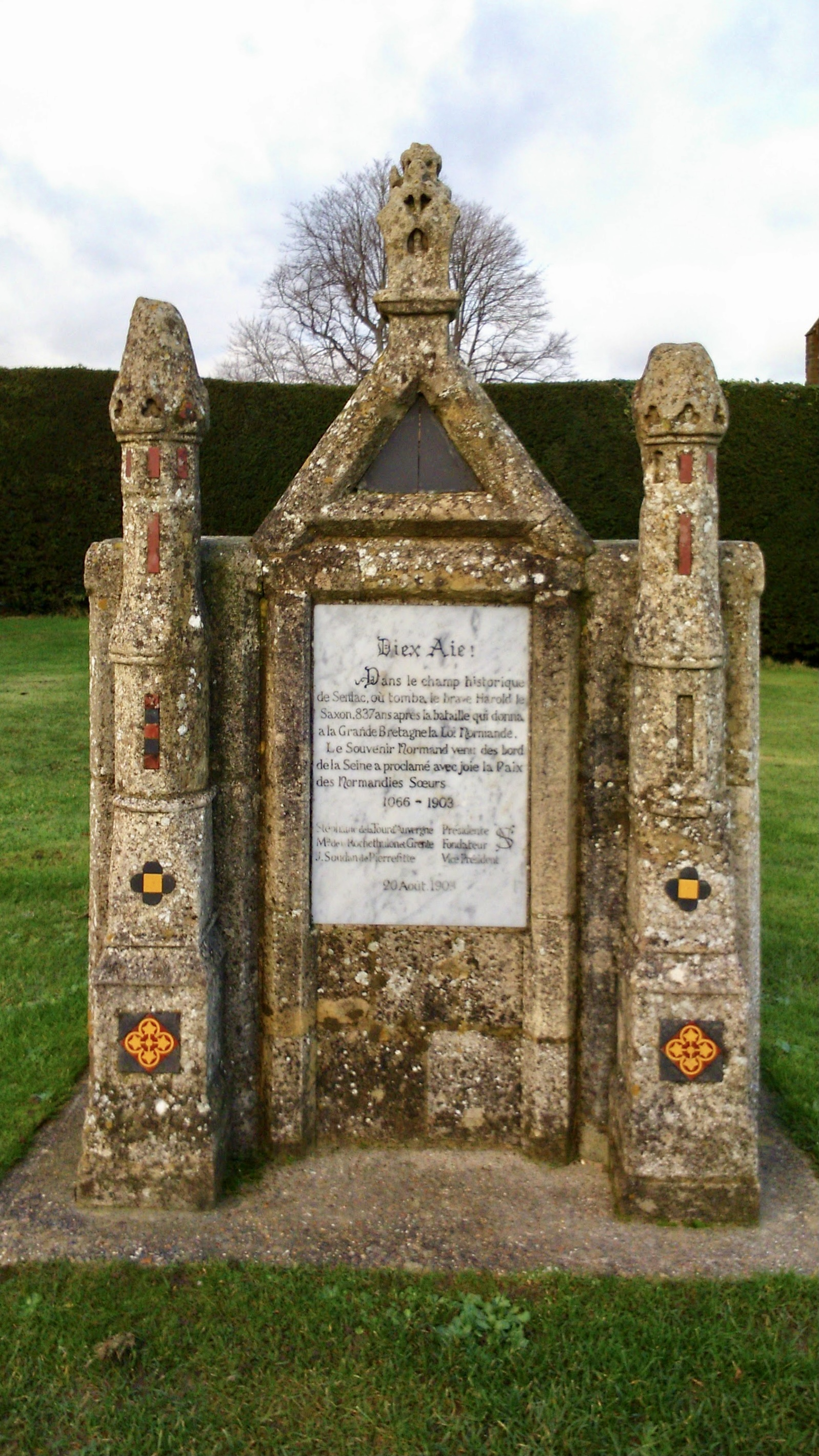
Stèle commémorative érigée sur le site de la bataille d'Hastings par le Souvenir normand (1903)

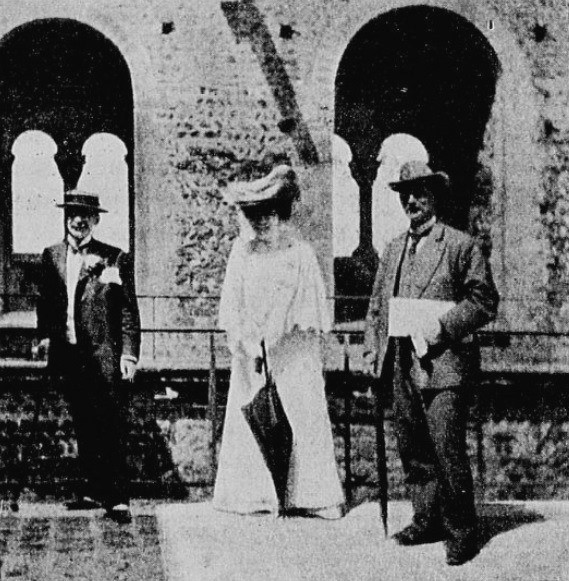
« Madame Paulmier et Sir William Vernon, au château de Falaise, pendant les fêtes du Souvenir normand » (1908)

Avec son ami journaliste Jehan Soudan de Pierrefitte, Thibaut de la Rochethulon crée en 1896 une association catholique Le Souvenir normand,,, avec pour objectif de rassembler tous les peuples européens qui ont pour origine des Normands. Curieusement, la création de cette société est née d'une opérette à succès inspirée d'une légende.
Pendant la guerre de Cent Ans, les Anglais envahissent la Normandie. À Corneville-sur-Risle, on s'empresse de cacher tout ce qui peut servir au butin des pillards, tout ce qui peut être fondu en couleuvrines. Selon la légende, le carillon de l'abbaye est décroché par les villageois et embarqué dans un frêle esquif qui, sous le poids, sombre dans la Risle. Une cinquantaine d'années passent et vient le temps où plus personne ne sait ce que sont devenues les cloches. Peut-être ont-elles été transportées en Angleterre ? Or, la veille d'une fête en l'honneur de Notre-Dame, une mélodie s'élève de la rivière. On accourt sur la rive. Ce sont bien des cloches. Le lendemain, le village apprend que les Anglais sont définitivement battus. Les moines récupèrent leurs cloches à l'exception d'une seule qui, dès lors, lorsque sonneront ses sœurs, répondra du fond de sa rivière.
Cette légende, dont il existe plusieurs variantes, c'est Alfred Canel qui s'en fait l'écho le premier. Elle est reprise par Amélie Bosquet dans sa Normandie romanesque et merveilleuse. Le livre tombe entre les mains de Charles Gabet, parolier d'opéras comiques, en séjour à Honfleur ; de là va naître l'opérette. Avec Clairville pour le livret et Robert Planquette pour la musique, Gabet crée la fameuse opérette Les Cloches de Corneville dont la première a lieu le 19 avril 1877 à Paris au Théâtre des Folies-Dramatiques. Elle fera le tour du monde et l'une de ses chansons servira même à la première expérience de cinéma sonore.

#### La restauration du carillon de Corneville
Le marquis de la Rochethulon descend, par sa mère, du dernier seigneur de Corneville, le vicomte de Grente dont l'ambition était de faire revivre le carillon de Corneville, utilisé dans la fabrication de canons à la Révolution. Sa mère descend de Guillaume le conquérant et sa famille réside au château de Sahurs à Glos-sur-Risle, non loin de Corneville. Rochethulon relève le titre de marquis de Corneville dont un de Grente était le dernier détenteur ; il se fait alors appeler de la Rochethulon et de Grente marquis de Corneville. Il relève aussi le défi de son aïeul en créant une association, Le Souvenir normand, ainsi qu'une œuvre, L'œuvre du réveil des cloches de Corneville, afin de recueillir les fonds pour le nouveau carillon.
Une souscription internationale est lancée et, le 14 mai 1899, à la veille de la Conférence internationale de la Paix de La Haye, Le Souvenir normand organise sa première grande assemblée normande à Corneville. Elle reçoit le patronage des auteurs de l'opérette. Sous les pommiers, la troupe Cappini-Bellion donne pour la première fois Les Cloches de Corneville... à Corneville. Après cette première, les fêtes et les manifestations de soutien se succèdent : trois jours plus tard au théâtre de Pont-Audemer, la suivante le 26 août à Honfleur présidée au pied levé par le colonel prince de Polignac (en). Le 1er avril 1900, la quatrième fête se déroule à Yvetot, la cinquième en mai à Rouen lors de l'inauguration du monument dédié à Maupassant. 
Le dimanche 7 octobre 1900, le fameux carillon, fondu à Annecy-le-Vieux et qui vient d'être présenté à l'Exposition universelle, est enfin inauguré et l'opérette le clou de la fête,. Les douze cloches du carillon, classé depuis 2003 parmi les monuments historiques, portent le nom des douze pays donateurs : l'Auvergne et la Crétoise, la Germaine, la Suédoise et Norvégienne, la Savoie, la Russie, l'Anglaise, la Danoise, l'Algérine, la Canadienne, l'Américaine et Ma Normandie. Autant de pays où les Normands ont laissé des traces.

#### Les grandes fêtes normandes
Devant le succès de ces fêtes successives, le marquis de la Rochethulon déclare officiellement le 12 mars 1902 le Souvenir normand comme une « œuvre de paix et de justice idéale, dont le but est le groupement des fleurs de la tradition normande, en vue d'une fête annuelle estivale champêtre à Corneville-les-Cloches, sur la Risle (Eure) » ; il en est le fondateur-président perpétuel avec un siège social à Paris.
Invités au couronnement d'Édouard VII le 9 août 1902, les deux fondateurs y poussent le "Diex aïe" (nrm),, le cri de ralliement des Normands à la bataille d'Hastings,. Le 31 août suivant, le Souvenir normand organise à Corneville une nouvelle représentation de l'opérette et pour la circonstance, la compagnie des chemins de fer de l'Ouest met en vente des billets spéciaux aller-retour depuis Paris. Il tombe malheureusement des trombes d'eau et un millier de personnes doivent s'abriter sous un velum et, parmi elles, Paul Doumer, futur président de la République,.
Une délégation du Souvenir normand, à sa tête Rochethulon, se retrouve le 20 août 1903 à Hastings à l'invitation de la municipalité pour la première fête de l'Union des Normandies sœurs et inaugure une stèle commémorative que l'association a fait ériger sur le site de l'abbaye de Battle. On y donne en français la représentation d'une œuvre inédite les Amours d'Herlève de Normandie, légende lyrique historique de la mère de Guillaume le Conquérant écrite par Jehan Soudan de Pierrefitte, l'on découvre les paroles qu'il a écrites et qui se chantent sur l'air de God save the King et l'on termine par l'inévitable Diex aïe, chant du Souvenir normand.
Le Souvenir normand rend la politesse avec une grande fête normande à Rouen du 7 au 13 juin 1904. En guise d'amende honorable, le maire d'Hastings scelle un lys sur le lieu du bûcher de Jeanne d'Arc et pose un marbre commémoratif dans le cloître Saint-Gervais où le 9 septembre 1087 mourut Guillaume le Conquérant. Le financier Charles Faure-Biguet étudie même la possibilité d'un service régulier de bateaux à vapeur entre Le Tréport et Hastings.
L'année suivante, c'est à Caen que le Souvenir normand organise ses fêtes normandes du 5 au 9 août et pour la première fois en France avant Paris à l'hiver, il donne le 9 à Dives-Cabourg Herlève de Normandie, la légende historique et lyrique de Jehan Soudan de Pierrefitte jouée à Hastings deux ans auparavant. Une autre représentation a lieu le 17 septembre à Corneville avec celle de l'inévitable opérette pour fêter la paix russo-japonaise du traité de Portsmouth.
Au mois de décembre, le Souvenir normand fait savoir que ses fêtes de la prochaine année 1906 se dérouleront en Burgondie normande, au champ de la Sainte-Croix, à Vézelay, où saint Bernard de Clairvaux prêcha la deuxième croisade. « De là on se rendra, comme il y a deux ans, à Hastings, en Normandie danoise, à Copenhague, Elseneur, Borgund et Aaslund ».
À la chandeleur 1907 le Souvenir normand tient à Pont-Audemer sa vingtième assemblée normande. Il inaugure le même jour, à Corneville, la statue symbolique de Notre-Dame des Cloches ; tous les assistants, chandelle en main, chantent le "Diex aïe", l'hymne pacifique de l'association. L'annonce est faite que les prochaines fêtes du Souvenir auront lieu au Portugal, pendant les vacances de Pâques.

#### Une filialeL'Islam normand
Le succès des fêtes du Souvenir normand incite Rochethulon à imaginer une fête similaire célébrant l'entente cordiale islamique. Il s'est rendu à de nombreuses reprises en Algérie française et entretient les meilleures relations avec le colonel prince de Polignac qui a honoré de sa présence en 1899 les fêtes du Souvenir à Honfleur. Il fonde ainsi L'Islam normand, filiale du Souvenir normand, une entente cordiale des croyants qui entend marquer de son empreinte des lieux emblématiques de la présence arabe en France.
Le 26 juillet 1908 à l'occasion des fêtes de Corneville, la municipalité et Le souvenir normand baptisent des rues du nom des créateurs du célèbre opéra-comique, puis dans le cadre de la première fête de L'islam normand inaugurent un marabout au château de Médine, distant d'une dizaine de kilomètres, où passait la voie romaine de Juliobona à Brionne. Une banderole reprend cette phrase du colonel prince de Polignac : « Je suis, toujours je serai l'ami des Arabes. Soyez-le après moi ». Et c'est à Hauteville-la-Guichard que le Souvenir normand clôt le 23 août le cycle de ses pèlerinages de fêtes populaires à l'honneur des ancêtres.
Thibaut de la Rochethulon remet au maire Aimable Gardye la première pierre offerte par le roi Georges Ier de Grèce d'un futur monument, qu'il est prévu d'ériger sur la commune à la mémoire de Robert Guiscard, le fondateur du Duché d'Apulie et de Calabre. Deux jours plus tard, mais à Granville, c'est à nouveau la pose d'une première pierre souvenir des ancêtres normands fondateurs de la ville du nom de Grente.
Dans le cadre de la fête patronale du pays, sur le site archéologique du Vieux-Poitiers où certains historiens préfèrent placer la bataille dite « de Poitiers », l'islam normand pose le 7 août 1910 la première pierre d'une kouba islamique, en souvenir d'Abd-er Rhamane  et de sa garde noire, à Cenon-sur-Vienne, dans la plaine que la tradition séculaire continue de nommer la Fosse au roi,, lieu-dit du tombeau supposé.

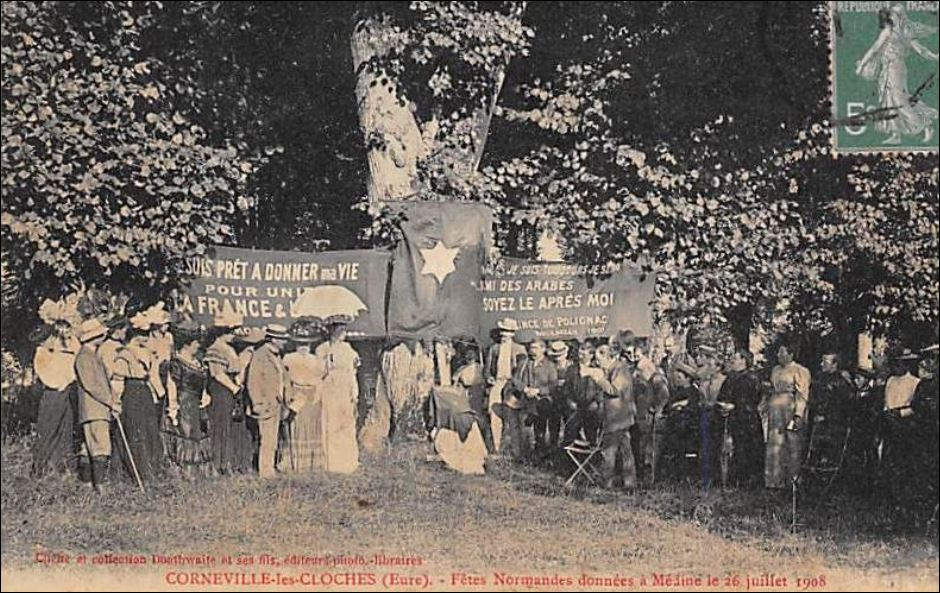
Médine 26 juillet 1908: la banderole.

#### Le millénaire normand de 1911
En juin 1911, Rouen, en présence du président Armand Fallières, célèbre avec faste le millénaire du traité de Saint-Clair-sur-Epte. Les fêtes du 1000e anniversaire de la fondation du duché de Normandie rassemblent plusieurs centaines de milliers de spectateurs. À la vieille de la Grande Guerre, ces cérémonies posent toutefois problème en exaltant des « racines » vikings, lesquelles n’ont jusque-là que peu fait parler d’elles en France. Les ouvrages de l’école publique, dressant un parallèle entre les Vikings d’hier et les Allemands du début du XXe siècle, n’ont de cesse en effet de représenter les premiers sous un jour foncièrement négatif.
Le Souvenir normand quant à lui réunit à la même époque sa vingt-deuxième assemblée dans la ville où fut signé le traité. Son conseil, qui prend désormais le nom d’échiquier, comprend un lord-président, un héraut-trouvère, un connétable, un sénéchal, un argentier, un schérif, etc., puis en septembre, il organise à la Tronche près de Grenoble un banquet pacifiste où toutes les nationalités sont représentées. Hélas, l'entente cordiale entre les peuples que prône le Souvenir normand n'a aucun écho en Allemagne et c'est le début de la Grande guerre.

#### La Grande guerre et l'après-guerre
En 1915, Thibaut de la Rochethulon adresse au pape Benoît XV la prière de saint François. En 1919 il est admis comme membre de la société de géographie d'Alger et de l'Afrique du Nord. Il part en 1924 pour un séjour de deux ans aux Indes et rentre en France pour célébrer le 860e anniversaire de la bataille d'Hastings et, l'année suivante, les neuf-cents ans de la naissance de Guillaume le Conquérant. Son second mariage en 1930 lui permet de retrouver une aisance financière et à l'occasion de la fête des rois de l'année 1931, il donne en tant que président des Ententes normandes une réception à Monte-Carlo.
En association avec d'autres organisateurs, le Souvenir renoue avec les grandes fêtes normandes de ses débuts. Des festivités moyenâgeuses avec un grand concours d'Anglais se déroulent l'après-midi du 21 juin 1931 au château de Falaise après l'inauguration le matin d'un mémorial à la gloire des compagnons d'armes de Guillaume le Conquérant dans le château qui le vit naître. 

#### Les dernières années
Durant l'occupation, la revue du Souvenir normand parait à Cherbourg en 1940 sous le titre de La Duché normande, puis l'année suivante le comité Tancrède de Hauteville publie à Cherbourg un bulletin trimestriel Le Wiking avec, comme rédacteur, le baron de Brix, spécialiste de l'histoire normande, dont l'ancêtre aurait été également à Hastings.
Thibaut de la Rochethulon meurt à Nice en 1945 et est inhumé dans une concession trentenaire que la famille ne veut pas renouveler. Il repose maintenant au cimetière de Monaco à côté de sa seconde épouse.
Aujourd'hui, Le Souvenir normand reste une association internationale qui regroupe la Norvège, le Danemark, la Grande-Bretagne, le Canada et la France.

### Vie privée
Le 9 juin 1888, Thibaut de la Rochethulon épouse en premières noces Agathe Thérèse Taillepied de Bondy (1863-1924) dans le 8e arrondissement de Paris . Le couple se sépare rapidement de corps trois ans après le mariage, mais le divorce n'est prononcé que dix ans plus tard en 1901 laissant le marquis ruiné. En 1930, Thibaut de la Rochethulon épouse en secondes noces à Monaco Laura Verrall (Birdie) Willett (1863-1956).